# Weißer Stein (Odenwald)
Der Weiße Stein ist ein 548,9 m ü. NHN hoher Berg im Odenwald, nördlich von Heidelberg und östlich von Dossenheim.
Auf dem Weißen Stein befindet sich der Weisse-Stein Turm, ein 23 m hoher Aussichtsturm, der 1906 von Mitgliedern des Odenwaldklubs errichtet wurde und heute unter Denkmalschutz steht. Der Turm bot bei gutem Wetter Aussicht auf andere hohe Berge des Odenwalds wie Melibokus, Katzenbuckel, Tromm und zur Neunkircher Höhe, ist aber heute durch hohe Bäume weitgehend zugewachsen. Im Umfeld des Turms befindet sich die Höhengaststätte zum Weißen Stein, ein Wanderlokal, zu der ein Biergarten gehört.
Die Auffahrt zum Weißen Stein bietet für Radfahrer ein anspruchsvolles Profil. Geht man vom Anfang der Steigung in der Dossenheimer Ortsmitte aus (Höhe Hauptstraße Nr. 5), beträgt die Strecke bis zum Aussichtsturm 6,31 km. Dabei überwindet man eine Höhendifferenz von 432 Metern, was einer Durchschnittssteigung von 6,8 % entspricht. Die steilsten Abschnitte befinden sich im unteren Drittel zwischen der Evangelischen Kirche und dem Ende der Serpentinen der Waldstraße auf Höhe der Drei-Eichen-Blockhütte mit einem Maximum von 15 %.
In einiger Entfernung zu Aussichtsturm und Gaststätte gibt es seit 1976 einen 108 m hohen Fernmeldeturm der Deutschen Telekom AG und einen weiteren Antennenträger. Der Fernmeldeturm ist ein Typenturm Typ 11.
Koordinaten:
- Aussichtsturm: 49° 27′ 11″ N, 8° 43′ 23″ O
- Fernmeldeturm: 49° 27′ 15″ N, 8° 43′ 26″ O
- Weiterer Antennenträger: 49° 27′ 10″ N, 8° 43′ 17″ O

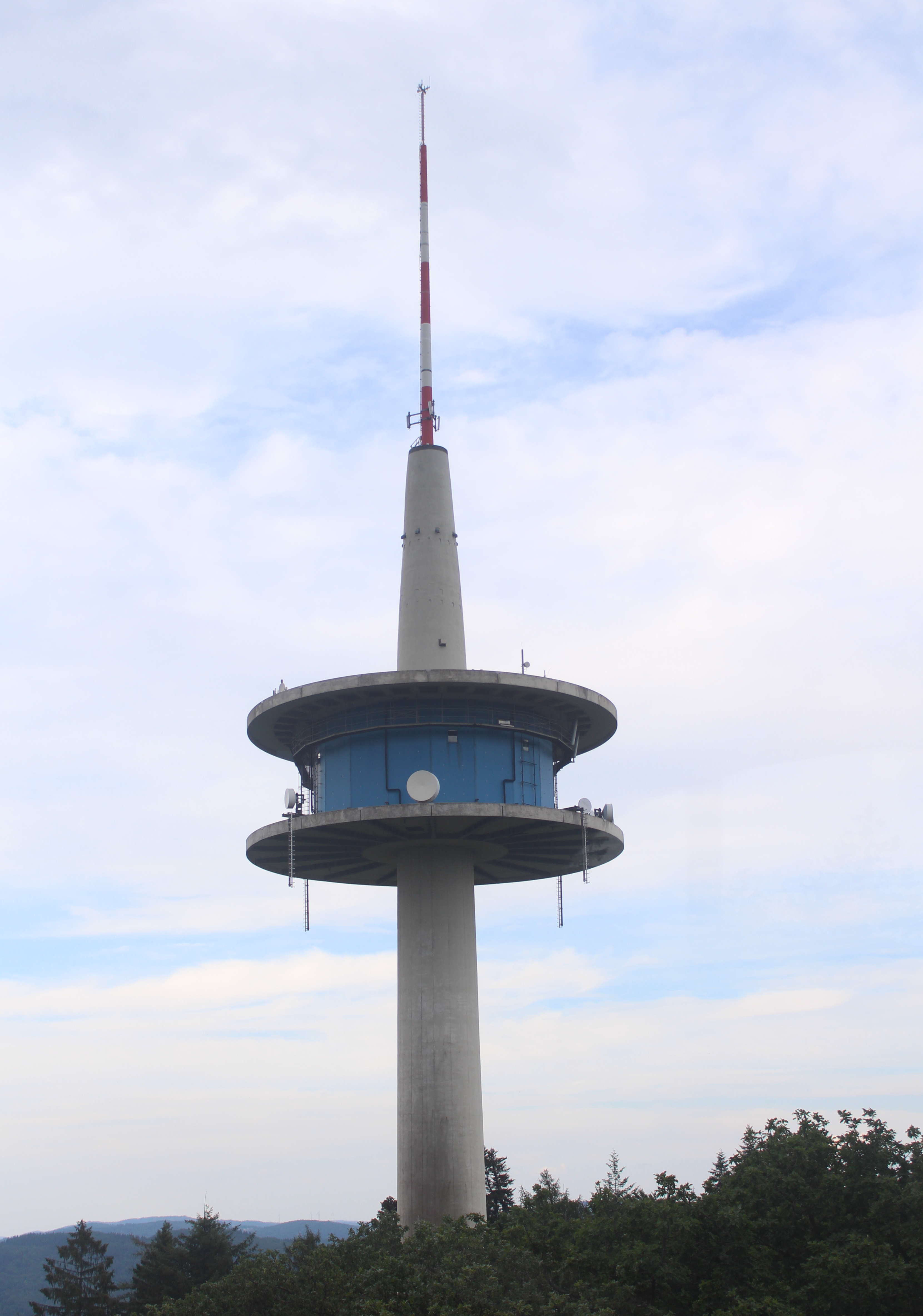
Fernmeldeturm auf dem Weißen Stein
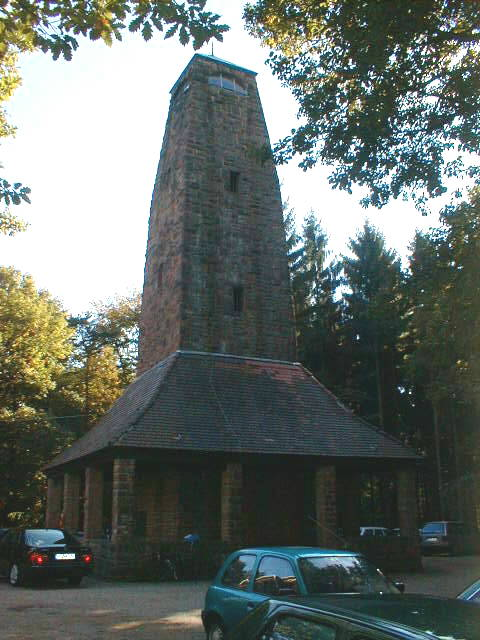
Aussichtsturm auf dem Weißen Stein
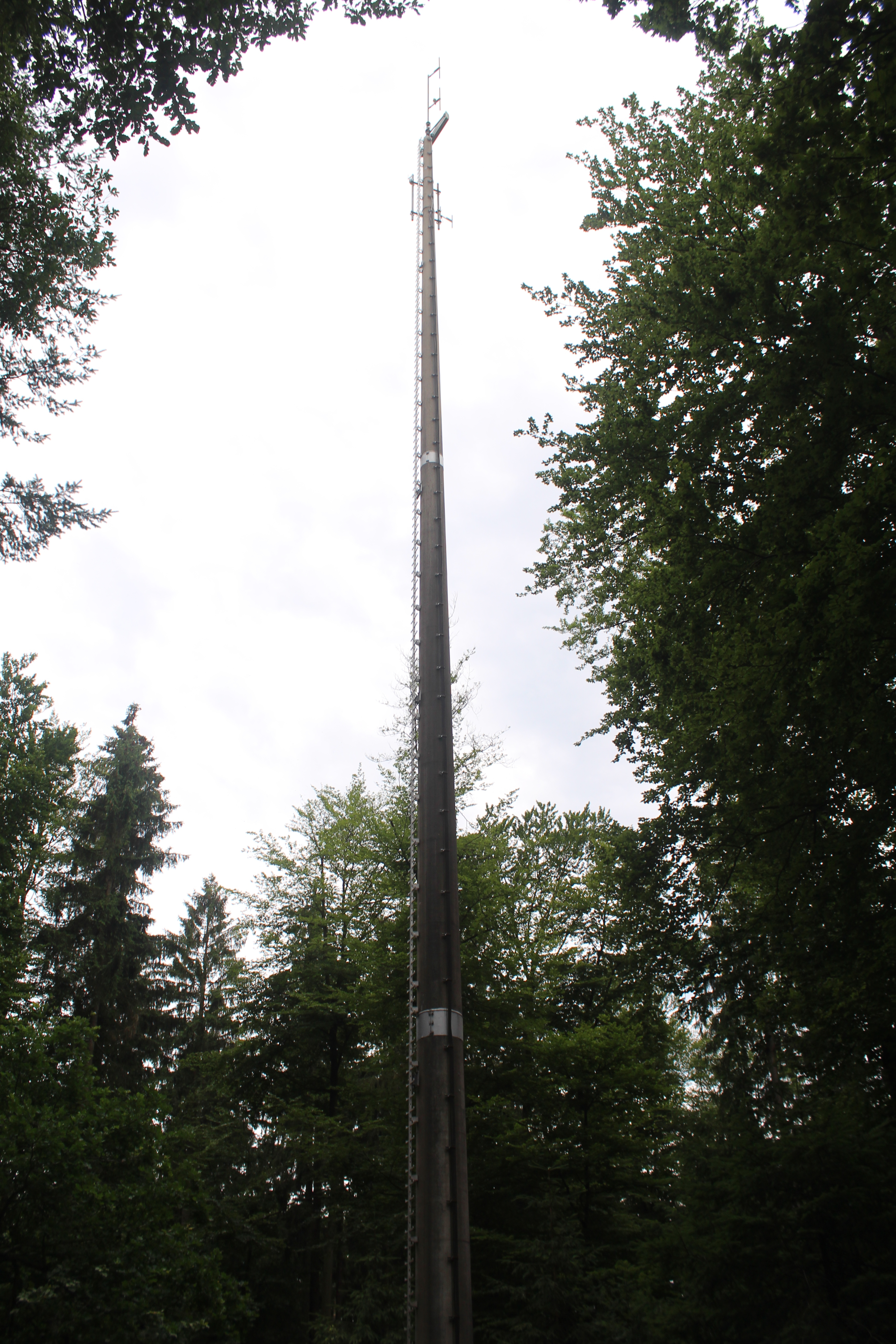
Zweiter Antennenträger auf dem Weißen Stein
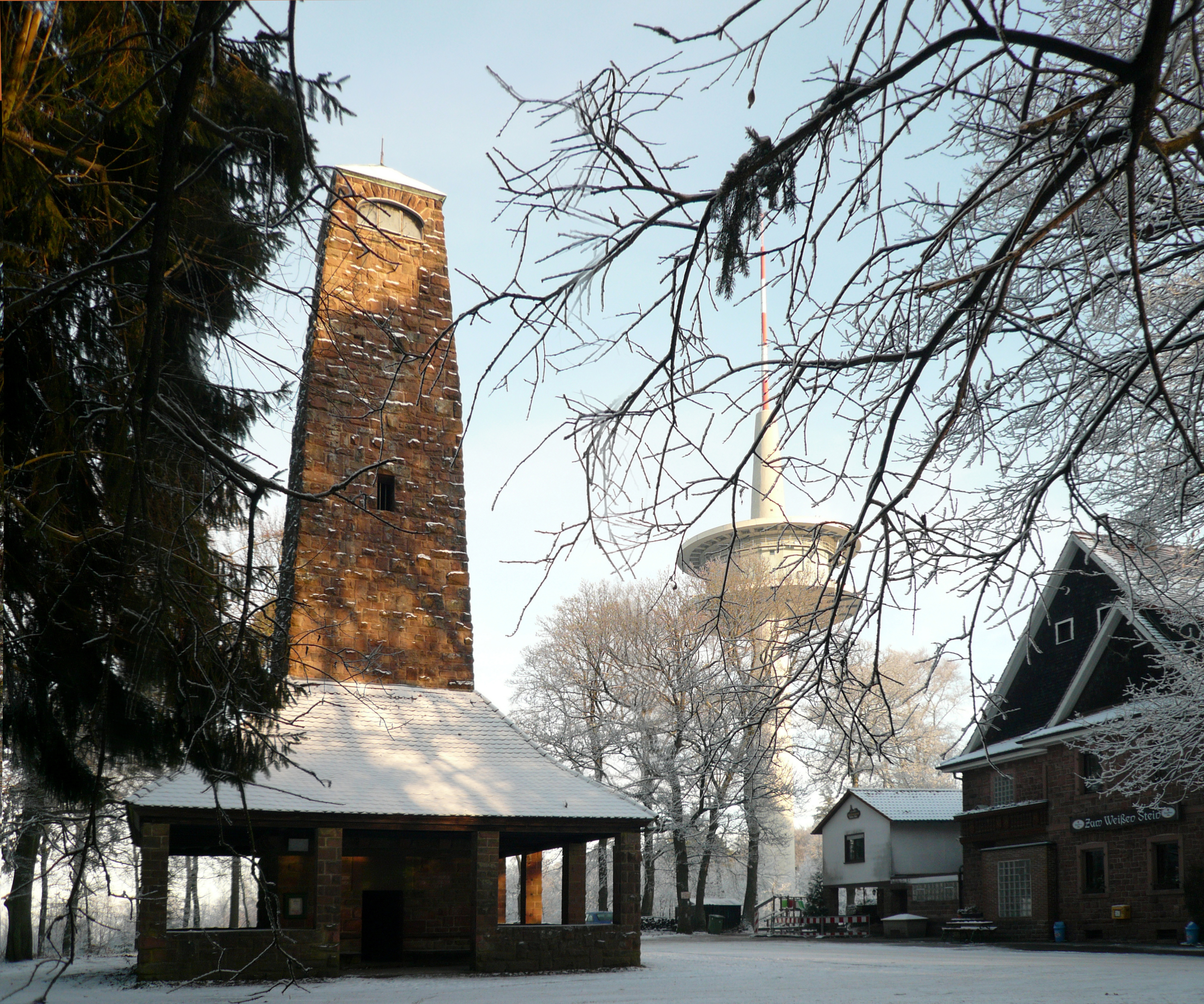
Auf dem Weißen Stein im Winter
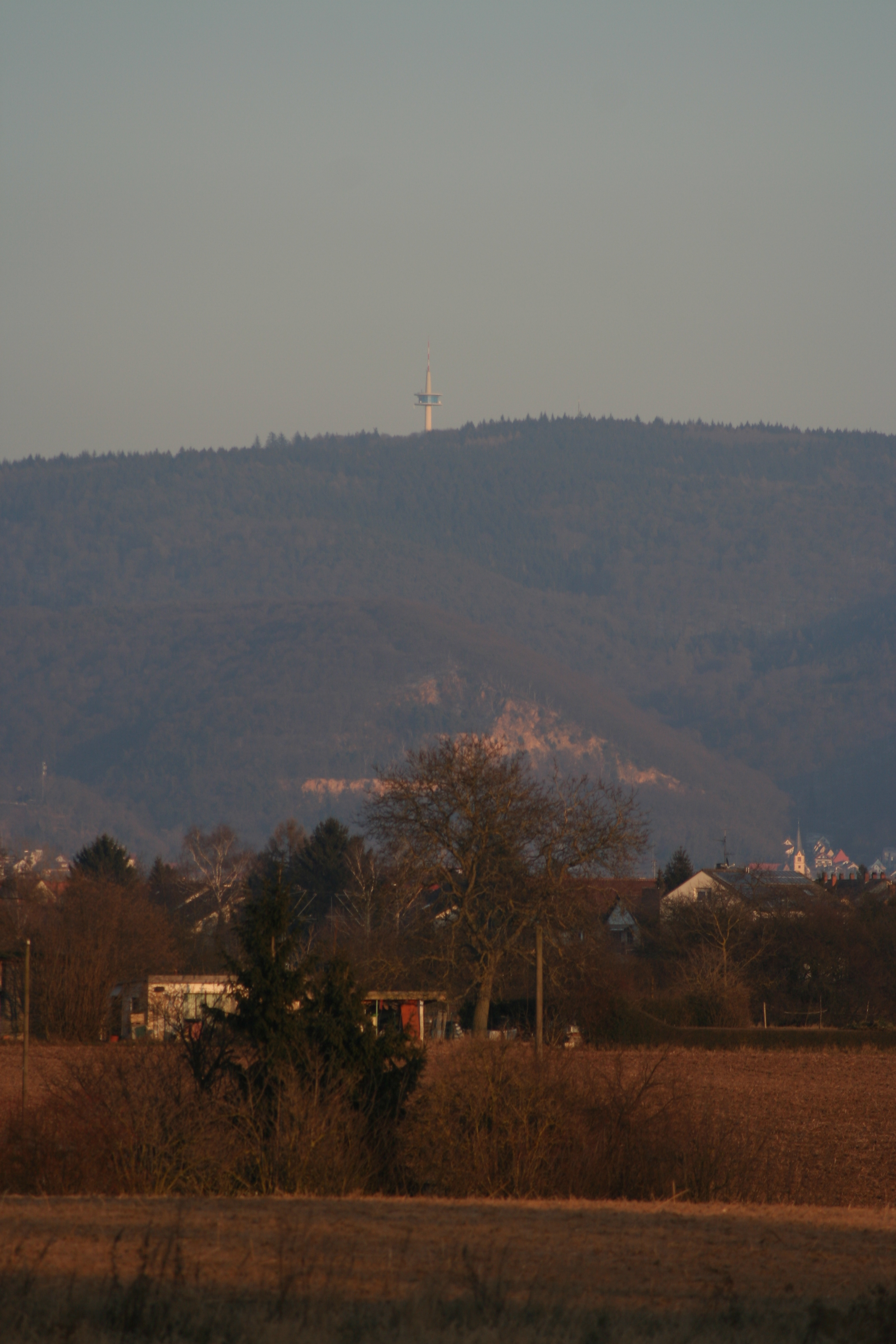
Weißer Stein von Neu-Edingen aus fotografiert
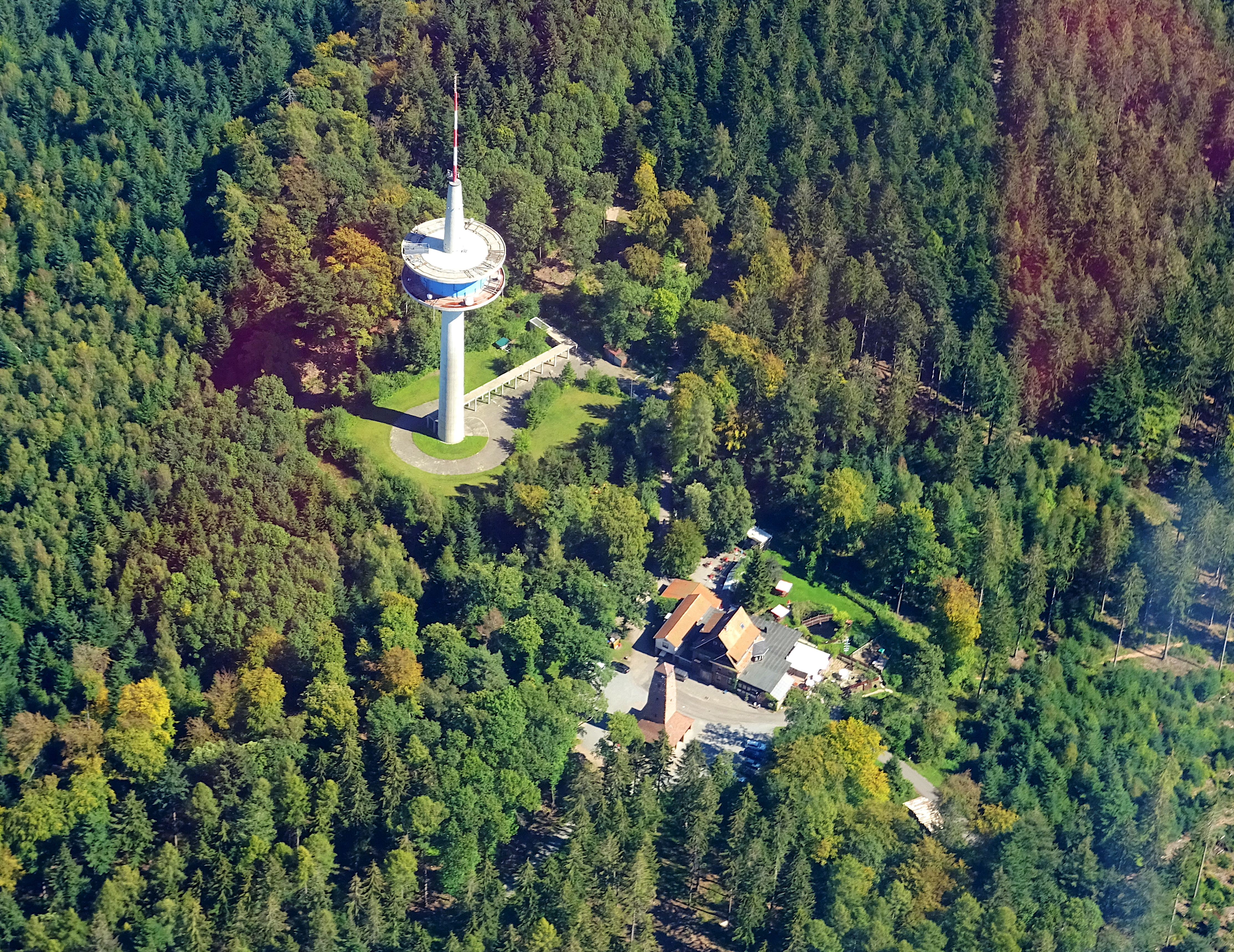
Luftaufnahme der Türme auf dem Weißen Stein